# Биатлон на зимней Универсиаде 2011
Соревнования по биатлону в рамках зимней Универсиады 2011 года проходили с 29 января по 6 февраля. Было разыграно 9 комплектов наград: мужчины и женщины выявили сильнейших в индивидуальной гонке, спринте, преследовании и в гонке с общим стартом. 4 февраля проводилась смешанная эстафета.
Все старты проходили на новом горнолыжном курорте Кандили, расположенном на высоте двух километров над уровнем моря.

## Результаты соревнований
| Гонка                                                                                   | Женщины | Мужчины |
| --------------------------------------------------------------------------------------- | --- | --- |
| Индивидуальная гонка 1. 29 января 2011 Женщины: 15 км 2. 29 января 2011 Мужчины: 20 км  | Дарья Виролайнен 48:13.6 (1) Франциска Хильдебранд +43.3 (0) Дарья Юркевич +56.3 (1) 4. Евгения Седова 5. Эмилия Йорданова 6. Анна Кунаева 7. Светлана Крикончук 8. Екатерина Крылаткова Финишный протокол      | Алексей Трусов 57:43.2 (1) Красимир Анев +8.9 (1) Матей Казар +10.4 (1) 4. Евгений Абраменко 5. Сергей Семёнов 6. Сергей Клячин 7. Олег Бережной 8. Артём Прима Финишный протокол                               |
| Спринт 1. 1 февраля 2011 Женщины: 7,5 км 2. 1 февраля 2011 Мужчины: 10 км               | Вита Семеренко 23:39.5 (1) Евгения Седова +39.2 (2) Эмилия Йорданова +47.9 (0) 4. Дарья Виролайнен 5. Анастасия Романова 6. Анастасия Дуборезова 7. Барбара Томешова 8. Екатерина Крылаткова Финишный протокол  | Артём Прима 28:25.3 (0) Сергей Семёнов +6.4 (0) Евгений Гараничев +13.6 (1) 4. Олег Бережной 5. Красимир Анев 6. Евгений Абраменко 7. Сергей Клячин 8. Станислав Базеев Финишный протокол                       |
| Гонка преследования 1. 2 февраля 2011 Женщины: 10 км 2. 2 февраля 2011 Мужчины: 12,5 км | Вита Семеренко 32:16.3 (4) Дарья Виролайнен +16.7 (0) Евгения Седова +1:23.8 (3) 4. Эмилия Йорданова 5. Барбара Томешова 6. Анастасия Романова 7. Екатерина Крылаткова 8. Дарья Юркевич Финишный протокол       | Сергей Семёнов 36:08.6 (4) Артём Прима +13.1 (3) Евгений Гараничев +22.9 (4) 4. Олег Бережной 5. Красимир Анев 6. Евгений Абраменко 7. Алексей Трусов 8. Антон Юнак Финишный протокол                           |
| Смешанная эстафета 1. 4 февраля 2011 Женщины + Мужчины: 2×6 + 2×7,5 км                  | Украина 1:24:58.6 (0+7) (Крикончук, Вита Семеренко, Прима, Семёнов) Россия +2:28.6 (4+15) (А. Романова, Седова, Трусов, Гараничев) Болгария +3:47.8 (0+7) (Йорданова, Георгиева, Илиев, Анев) Финишный протокол | Украина 1:24:58.6 (0+7) (Крикончук, Вита Семеренко, Прима, Семёнов) Россия +2:28.6 (4+15) (А. Романова, Седова, Трусов, Гараничев) Болгария +3:47.8 (0+7) (Йорданова, Георгиева, Илиев, Анев) Финишный протокол |
| Масс-старт 1. 5 февраля 2011 Женщины: 12,5 км 2. 5 февраля 2011 Мужчины: 15 км          | Мария Садилова 42:00.7 (1) Анна Кунаева +46.6 (4) Штефани Хильдебранд +1:09.8 (2) 4. Светлана Крикончук 5. Ирина Нафранович 6. Юлия Панченко 7. Анастасия Дуборезова 8. Анастасия Романова Финишный протокол    | Артём Прима 41:22.2 (1) Красимир Анев +9.0 (2) Алексей Трусов +9.2 (3) 4. Сергей Семёнов 5. Олег Бережной 6. Душан Шимочко 7. Сергей Бочарников 8. Андрей Тургенев Финишный протокол                            |

## Медальный зачёт в биатлоне
| Место | Страна   |   |   |   | Всего |
| ----- | -------- | - | - | - | ----- |
| 1     | Украина  | 6 | 2 | 0 | 8     |
| 2     | Россия   | 3 | 4 | 4 | 11    |
| 3     | Болгария | 0 | 2 | 2 | 4     |
| 4     | Германия | 0 | 1 | 1 | 2     |
| 5     | Словакия | 0 | 0 | 1 | 1     |
| 6     | Беларусь | 0 | 0 | 1 | 1     |